# Rika Vliek
Rika Vliek, ook bekend als Rika Vliek-van de Kamp (Amersfoort, 18 januari 1949 – december 2015), was een Nederlands vertaalster en schrijfster van kinderboeken.

## Levensloop
Rika van de Kamp hield in haar jeugd jarenlang een dagboek bij, ze schreef ook verhalen in een schrift. Zij ging naar het gymnasium A en deed hierna een secretaresseopleiding. Ze werkte in een bedrijfsbibliotheek en als secretaresse op een middelbare school. Haar man was binnenvaartschipper en ze hield zich aan boord bezig met redigeren en verhalen schrijven en vertalen. In 1982 debuteerde ze met haar boek Mijn eerste kwisboek. Haar boek Daar ben ik nu te groot voor, uit 2002, speelt zich af op een internaat voor schipperskinderen.

### Vertalingen
- Elizabeth Musser (1997) Beladen verleden, later heruitgebracht onder de titel Twee werelden, vertaling van Elizabeth Goldsmith Musser (1996) Two Crosses
- Elizabeth Musser (1998) Twee testamenten, vertaling van Elizabeth Goldsmith Musser (1997) Two Testaments
- Robert Swindells (1998) De strijd van Morg
- Dalene Matthee (1999) Fiela’s kind
- Nava Semel (1999) Vlieglessen
- Elizabeth Musser (2000) Twee bestemmingen, vertaling van Elizabeth Goldsmith Musser (2000) Two Destinies
- Dalene Matthee (2000) Moerbeibos
- Dalene Matthee (2006) Drijfhout
- Kristen Heitzmann (2006) Ontmaskerd
- Michael Palin (2010) Reis om de wereld in 80 dagen, vertaling Jevgenia Lodewijks en Rika Vliek
- Karen Kingsbury (2012) Beroemd – Dayne Matthews 1
- Karen Kingsbury (2012) Bevrijdend lied
- Kim Vogel Sawyer (2013) Wijs mij de weg
- Tom Wright (2014) Hoe God koning werd – het vergeten verhaal van de evangeliën, vertaling Rika Vliek en Zwany Kamerman
- Dalene Matthee (2014) Droombos
- Dalene Matthee (2014) Kringen in een bos
- Emily P. Freeman (2016) Maskers af! – bevrijding van een krampachtige manier van leven

## Privé
Rika Vliek was getrouwd met Nico Vliek en had drie kinderen.
- International Standard Name Identifier: 0000 0000 7059 2110
- Library of Congress Control Number: no2020074652
- Nationale Bibliotheek van Israël: 987007269647605171
- Nederlandse Thesaurus van Auteursnamen: 069078580
- Virtual International Authority File: 18376257